# 부활절논쟁
부활절논쟁(復活節論爭, Easter controversy)은 초기 기독교(기원후 2세기 초)에서 시작된 논쟁이다. 부활절 날짜를 계산하는 최상의 방식에 관한 토론과 의견 충돌이 있어왔으며 수세기 동안 해결되지 않은 과제이다. 기독교 교파마다 제각기 다른 날짜에 부활절을 축하하고 있으며 동방기독교 교회와 서방기독교 교회가 그 저명한 예라 할 수 있다.

## 제1차 니케아 공의회
제1차 니케아 공의회는 부활절을 춘분후 만월 다음에 오는 일요일로 제정하였다.

## 같이 보기
- 이팩트
- 그레고리력